# Tamta
Tamta Goduadze (gruzinsko თამთა გოდუაძე, grško Τάμτα Γκοντουάτζε, latinizirano: Támta Gkontouátze), znana kot Tamta, v Gruziji rojena grška pevka, * 10. januar 1981.

## Zgodnje življenje
Tamta se je rodila in odraščala v Gruziji, kjer je začela peti pri petih letih. Pri 14 letih se je Tamta poročila s svojim 16-letnim fantom in rodila hčerko Annie. Tamta se je po šestih letih zakona ločila od moža in se nato s hčerko preselila v Grčijo k Tamtini mami in mlajšemu bratu. Tamta se je preselila v Atene, kjer je delala kot gospodinja.

## Kariera
Leta 2003, ko je delala kot hišna pomočnica v Atenah se je prijavila v oddajo Super Idol, kjer je zaselda drugo mesto tik za zmagovalcem Stavrosom Konstantinoujem. Po nastopu v oddaji je Tamta podpisala pogodbo z grško založbo Minos EMI. Njen prvi singel »Eisai To Allo Mou Miso« s Stavrosom Konstantinoujem je izšel leta 2004.
V začetku leta 2006 je Tamta izdala svoj debitantski studijski album »Tamta« pri založbi MINOS EMI. 
Januarja 2007 je Grška radiotelevizija (ERT) objavila nastopajoče na nacionalem izboru za Pesem Evrovizije 2007. Tamta je nastopila s pesmijo »With Love«. Na izboru je zasedla 3. mesto, vendar je pesem postala zelo uspešna v Grčiji. Njen drugi studijski album »Agapise me« je izšel 16. maja 2007.
Junija 2008 je Tamta v intervjuju izjavila, da bi rada zastopala Ciper na Pesmi Evrovizije 2009. Govorice so tudi navajale, da je Ciprska radiotelevija (CyBC) v stiku z njo od maja istega leta. V odgovor na to tudi so grški mediji tudi zahtevali, da ERT izbere Tamto za predstavnico Grčije na Pesmi Evrovizije 2009.  Govorice se na koncu niso uresničile in ERT je za tekmovanje izbral Sakisa Rouvasa.
Decembra 2018 je bilo razkrito, da bo Tamta zastopala Ciper na Pesmi Evrovizije 2019 s pesmijo »Replay«. Tamta je že prej dobila priložnost, da zastopa Ciper na Pesmi Evrovizije 2018 s pesmijo »Fuego«, vendar je ponudbo zavrnila zaradi težav z urnikom. Namesto tega je državo zastopala grško-albanska pevka Eleni Foureira, ki je na tekmovanju osvojila drugo mesto, kar je najboljši rezultat Cipra vseh časov. Obe pesmi je napisal grško-švedski tekstopisec Alex P. Glasbeni video je bil objavljen 5. marca 2019. Na Evroviziji je Tamta nastopila kot prvi v prvem polfinalu in se uvrstila na 9. mesto ter se uvrstila v finale v katerem je dosegla 13. mesto s 109 točkami.

## Osebno življenje
Od leta 2004 do 2010 je bila Tamta v razmerju z Grigorisom Petrakosom. Od začetka leta 2015 je Tamta v razmerju s Paris Kassidokostas-Latsis. Leta 2022 je dobila grško državljanstvo. Tamta poleg grščine in gruzijščine tekoče govori angleško in rusko.

## Diskografija

### Studijski albumi
| Naslov               | Podrobnosti                                                               |
| -------------------- | ------------------------------------------------------------------------- |
| »Tamta«              | - Izdano: 14. februarja 2006 - Oznaka: EMI - Format: digitalni prenos, CD |
| »Agapise Me«         | - Izdano: 16. maj 2007 - Oznaka: EMI - Format: digitalni prenos, CD       |
| »Tharros I Alitheia« | - Izdano: 2010 - Oznaka: EMI - Format: digitalni prenos, CD               |
| »Identity Crisis«    | - Izdano: 2. junij 2023 - Oznaka: EMI - Format: digitalni prenos, CD      |

### EP
| Naslov  | Podrobnosti                                                            |
| ------- | ---------------------------------------------------------------------- |
| »Awake« | - Izdano: 3. julij 2020 - Oznaka: Minos EMI - Format: digitalni prenos |

### Pesmi
| »T' Allo Mou Miso« (skupaj s Stavros Konstantinou)           | 2004 | —  | —  | —                  |
| »Ftais (Faraway)«                                            | 2006 | 18 | —  | Tamta              |
| »Den Telionei Etsi I Agapi«                                  | 2006 | 8  | —  | Tamta              |
| »Einai Krima« (skupaj z Grigoris Petrakos)                   | 2006 | —  | —  | Tamta              |
| »With Love«                                                  | 2007 | 2  | —  | Agapise Me         |
| »Agapise Me«                                                 | 2007 | 15 | —  | Agapise Me         |
| »Relax, Take It Easy / Agapise Me (MAD Version)«             | 2007 | —  | —  | Agapise Me         |
| »Agapo (Wanna Play)« (skupaj z Akis Deiximos)                | 2007 | —  | —  | Agapise Me         |
| »Mia Stigmi Esi Ki Ego«                                      | 2007 | 27 | —  | Agapise Me         |
| »Ela Sto Rhythmo«                                            | 2008 | 25 | —  | Agapise Me         |
| »Koita Me«                                                   | 2009 | 15 | —  | Tharros I Alitheia |
| »Tharros I Alitheia« (skupaj s Sakis Rouvas)                 | 2009 | —  | —  | Tharros I Alitheia |
| »Egoista« (skupaj z Isaias Matiaba)                          | 2010 | —  | —  | Tharros I Alitheia |
| »Fotia«                                                      | 2010 | —  | —  | Tharros I Alitheia |
| »Zise To Apistefto (Oblivion)«                               | 2011 | 6  | —  | Best of Tamta      |
| »Niose Tin Kardia«                                           | 2012 | —  | —  | Best of Tamta      |
| »Koda Sou«                                                   | 2012 | —  | —  | —                  |
| »Pare Me«                                                    | 2013 | 8  | —  | Best of Tamta      |
| »Gennithika Gia Sena« (skupaj z Xenia Ghali)                 | 2014 | 5  | —  | Best of Tamta      |
| »Always Broken« (skupaj z Xenia Ghali)                       | 2014 | —  | —  | Best of Tamta      |
| »Gennithika Gia Sena (Unplugged)« (skupaj z Xenia Ghali)     | 2014 | —  | —  | —                  |
| »Den Ime O,ti Nomizis«                                       | 2015 | —  | —  | —                  |
| »Unloved«                                                    | 2015 | 27 | —  | Best of Tamta      |
| »To Kati Parapano«                                           | 2016 | —  | —  | Best of Tamta      |
| »Protimo«                                                    | 2017 | —  | —  | Best of Tamta      |
| »Ilious Ke Thalasses«                                        | 2017 | 5  | —  | Best of Tamta      |
| »More Than A Summer Love«                                    | 2017 | —  | —  | Best of Tamta      |
| »Pes mou an tolmas«                                          | 2018 | —  | —  | —                  |
| »Arhes Kalokairiou«                                          | 2018 | 6  | —  | —                  |
| »Tag You In My Sky«                                          | 2018 | —  | —  | —                  |
| »Na Me Pareis Makria«                                        | 2018 | 12 | —  | —                  |
| »Replay«                                                     | 2019 | 2  | 72 | —                  |
| »Senorita« (skupaj s SNIK)                                   | 2019 | 1  | —  | —                  |
| »Sex With Your Ex«                                           | 2019 | 15 | —  | Awake              |
| »S' Agapo«                                                   | 2020 | 4  | —  | —                  |
| »Yala« (skupaj s Stephane Legar)                             | 2020 | —  | —  | Awake              |
| »Den Eisai Edo« (skupaj z Mente Fuerte)                      | 2020 | 5  | —  | —                  |
| »N.E.R.O«                                                    | 2021 | —  | —  | —                  |
| »FACE«                                                       | 2021 | —  | —  | —                  |
| »Ekdromi (2022)« (skupaj s Michalis Hatzigiannis)            | 2022 | 2  | 1  | —                  |
| »Pandora«                                                    | 2022 | —  | —  | —                  |
| »Freestyler«                                                 | 2022 | —  | —  | —                  |
| »Identity Crisis«                                            | 2023 | —  | —  | Identity Crisis    |
| "—" posnetek, ki se ni uvrstil na lestvico ali ni bil izdan. |      |    |    |                    |